# Benito Falvo
Benito Falvo (Scigliano, 6 aprile 1924 – Cosenza, 17 novembre 2010) è stato un politico italiano.
Storico esponente e dirigente del MSI calabrese, è stato consigliere comunale a Cosenza, consigliere regionale e deputato della XII legislatura eletto con Alleanza Nazionale.
Nel 1994 fu eletto nel collegio di Cosenza, alla Camera dei deputati, nonostante il suo antagonista fosse Pietro Mancini, figlio dell'allora Sindaco, Giacomo.